# Buciîna, Brodî
Buciîna (în ucraineană Бучина) este un sat în comuna Suhovolea din raionul Brodî, regiunea Liov, Ucraina.

## Demografie
Componența lingvistică a localității Buciîna
     Ucraineană (100%)
Conform recensământului din 2001, toată populația localității Buciîna era vorbitoare de ucraineană (100%).